# رندل (ویرجینیای غربی)
رندل (به انگلیسی: Randall) یک منطقهٔ مسکونی در ایالات متحده آمریکا است که در شهرستان مونونگالیا، ویرجینیای غربی واقع شده‌است. رندل ۲۴۵٫۹۸ متر بالاتر از سطح دریا واقع شده‌است.